# Hinrich Fokken-Esens
Hinrich Fokken-Esens, eigentlich Hinrich Fokken, (* 31. Juli 1889 in Esens; † 1976 in Bremen) war ein deutscher Maler.

## Biografie
Fokken absolvierte eine Malerlehre und war von 1908 bis 1910 als Malergehilfe tätig. Er zog dann nach Bremen und hatte in der Nordstraße ein Malergeschäft. Er war nach 1920 auch künstlerisch tätig. 1927 legte er die Meisterprüfung ab und gründete einen Betrieb für höhere Ansprüche der Malerei. Er gestaltete unter anderem Bühnenbilder und Festdekorationen. Nun entstanden auch viele Bremer Ansichten und norddeutsche Landschaftsbilder, vornehmlich aus Ostfriesland als Ölbilder und Aquarelle. Er gestaltet zahlreiche Künstlerfeste insbesondere in den Centralhallen in Bremen und war in mehreren Kunstausstellungen vertreten. Er war Mitglied im Bremer Künstlerbund und seit 1951 im Bund Bildender Künstler Nordwestdeutschlands. Im Zweiten Weltkrieg brannte sein Haus und seine Werkstatt mit rund 200 Bildern ab. Er lebte und wirkte nun zunächst in einer Baracke in Bremen-Findorff, später in einem Atelierhaus in der Otto-Finsch-Straße in Bremen-Walle.
Er fügte seinem Namen seine Geburtsstadt Esens hinzu, um sich von dem Bremer Maler Johann bzw. Jan Fokken (1881–1962), Sohn des Kapitäns Hinricus Fokken, zu unterscheiden.